# Церемониймейстер (Российская империя)

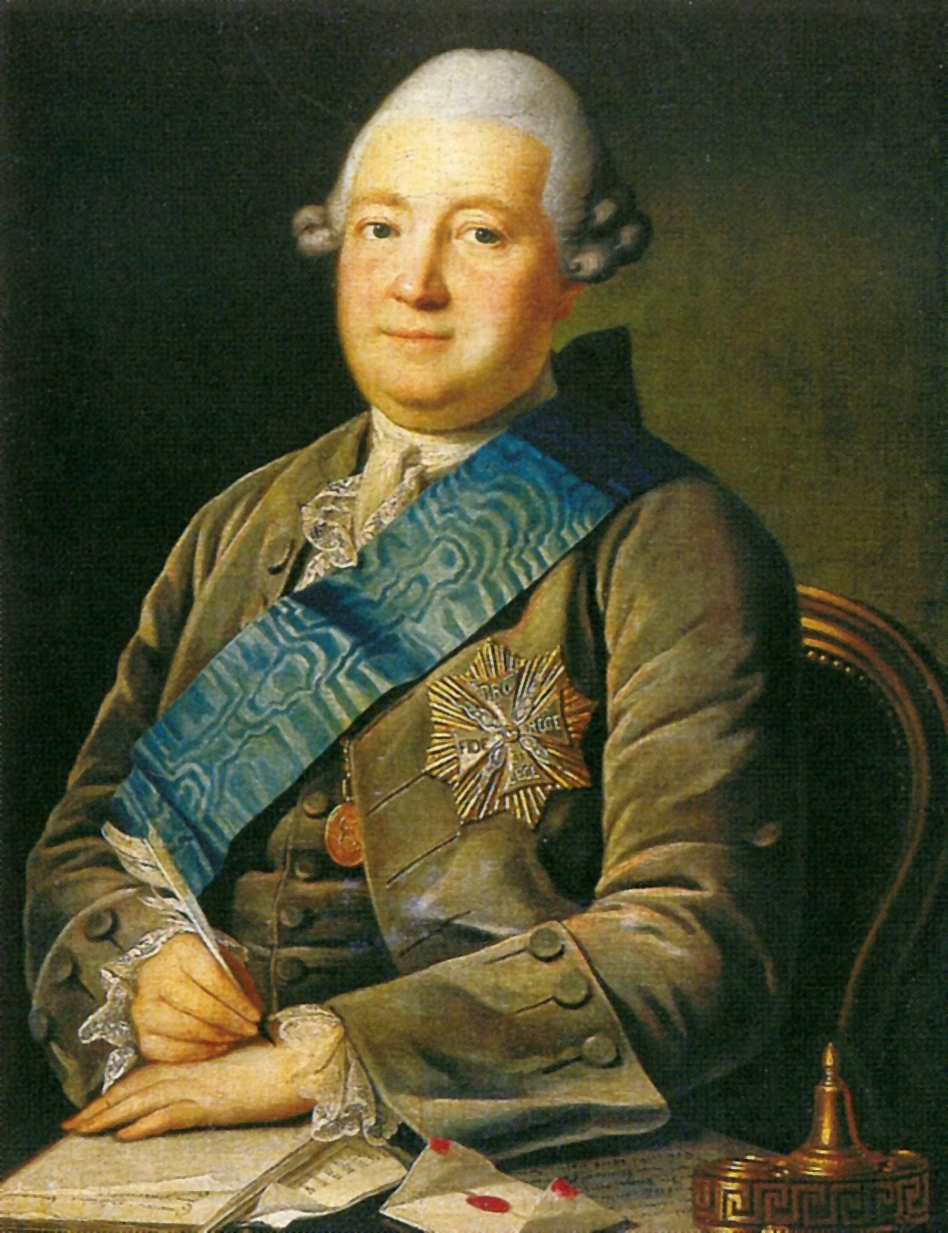
Адам Васильевич Олсуфьев одним из первых был пожалован чином церемониймейстера в 1752 году

Церемонийме́йстер (нем. Zeremonienmeister от лат. caerimönia — торжественность) — статский (гражданский), затем — придворный чин, распорядитель придворных церемоний в Российской империи.

## История
С 1722 года — статский чин 7-го класса в Табели о рангах. С 1743 года — статский чин 5-го класса. С 1796 года — придворный чин 5-го класса. Церемониймейстер подчинялся обер-церемониймейстеру.
Впервые штатная единица церемониймейстера была введена при дворе указом Елизаветы Петровны от 14 ноября 1743 года. Жалование церемониймейстеру было установлено в размере 2 тыс. рублей в год. До 1797 года количество штатных единиц церемониймейстера не регламентировалось, всего с 1743 по 1796 год этим чином были пожалованы 8 человек. 30 декабря 1796 года Павлом I был утверждён придворный штат, предусматривающий две единицы церемониймейстера с жалованием по 1 тыс. рублей в год. С этого времени церемониймейстеры входили в состав вторых чинов двора. По 1825 год количество церемониймейстеров не превосходило установленной Павлом I штатной численности, но в 1826 году в этом чине состояло уже 5 человек. В дальнейшем количество церемониймейстеров не регламентировалось, оно постепенно возрастало, и к 1916 году в этом чине состояло уже 29 человек. Пожалованный чином церемониймейстера мог одновременно состоять в статском чине, класс которого соответствовал классу церемониймейстера или отличался от него согласно Табели о рангах. Первым чина церемониймейстера 5-го класса 14 ноября 1743 года удостоился Ф. П. Веселовский.
В разное время был издан ряд высочайших указов, регламентирующих форму одежды церемониймейстера. Так, в 1831 году Николай I предписал церемониймейстеру, наряду с другими чинами двора, иметь парадный мундир тёмно-зелёного сукна с красным воротником и золотым шитьём. В 1856 году Александр II издал указ «О новой форме одежды придворных чинов», предписывающий церемониймейстеру, наряду с другими чинами двора, иметь однобортный парадный мундир в виде полукафтана со скошенным стоячим воротником.
Согласно указу Павла I от 5 апреля 1797 года, с указанной даты церемониймейстер двора по чину являлся также церемониймейстером классов Святой Екатерины, Святого Александра и Святой Анны Российского кавалерского ордена (Орденского капитула, переименованного в 1832 году в Капитул российских императорских и царских орденов).
В первой редакции Табели о рангах 1722 года был указан придворный чин 9-го класса — надворный церемониймейстер. В дальнейших редакциях Табели этот чин отсутствовал, сведений о присвоении кому-либо этого чина не имеется.
Существовало и придворное звание «в должности церемониймейстера», одним из первых этим званием был пожалован в 1794 году Д. А. Гурьев. До середины XIX века количество обладателей этого звания не превышало 5 человек, но к 1916 году их стало уже 14.
Существовал также статус коронационного церемониймейстера — распорядителя церемоний, связанных с коронацией. Коронационным церемониймейстером могло быть лицо, не имеющее чина церемониймейстера.
Чин прекратил существование после Февральской революции.

## Комментарии
1. ↑  Сведений о присвоении кому-либо чина церемониймейстера до 1743 года не имеется.